# Jan Šimůnek
Jan Šimůnek (* 20. února 1987, Praha) je  bývalý český fotbalový obránce, od července 2017 hráč klubu Vasas SC.V únoru roku 2018 ukončil kariéru.Jeho otec je bývalý ligový fotbalista Milan Šimůnek.[zdroj?]
V roce 2007 se umístil v anketě Sportovec Kladenska na 1. místě mezi jednotlivci.

## Klubová kariéra
S fotbalem začínal ve Švýcarsku, kde žil se svými rodiči. Po návratu do Česka ho jeho otec, ač bývalý hráč SK Slavia Praha, nechal hrát v pražských Bohemians 1905. V žákovském věku byl dobrým útočníkem, a tak brzy přestoupil do Sparty Praha, kde začal hrát na postu stopera.
V sezóně 2006/07 byl na hostování v SK Kladno. Tento ročník zakončil velkým úspěchem, kdy český národní tým do 20 let dovedl na mistrovství světa v Kanadě jako kapitán ke druhému místu.
V srpnu 2007 přestoupil do VfL Wolfsburg za 150 miliónů korun, a stal se tak jedním z nejdražších hráčů odcházejících z Česka. V podzimní části jeho první sezóny v německé Bundeslize nastoupil jen k jednomu utkání na jednu minutu, ale na jaře se stal jednou z hlavních opor zadních řad Wolfsburgu. Na konci sezóny 2008/09 mohl Šimůnek s Wolfsburgem slavit mistrovský titul. Po sezóně ale odešel dosavadní trenér Wolfsburgu Felix Magath a nahradil ho Armin Veh. Ten nasadil Šimůnka do třetího zápasu a hned po 37 minutách ho vystřídal a už si do konce podzimní části ligy nezahrál. V létě roku 2010 přestoupil do 1. FC Kaiserslautern. V roce 2014 přestoupil do VfL Bochum. V červnu 2016 se dohodl na předčasném rozvázání smlouvy.
V létě 2016 se vrátil do České republiky, posílil prvoligový klub FK Dukla Praha. Měl nahradit stopera Kasparse Gorkšse, který z Dukly odešel. Za Duklu odehrál v sezóně 2016/17 19 ligových zápasů, neskóroval.

V červenci 2017 přestoupil do maďarského klubu Vasas SC z Budapešti. Sešel se zde s krajanem Vítem Benešem.

## Reprezentační kariéra
Byl součástí mládežnického reprezentačního týmu ČR do 20 let, který na Mistrovství světa hráčů do 20 let 2007 konaném v Kanadě získal stříbrné medaile, když ve finále podlehl Argentině 1:2.
V A-mužstvu ČR debutoval 5. června 2009 ve vítězném přátelském utkání s Maltou (1:0). Celkem odehrál za český národní tým 4 zápasy (všechny v roce 2009), branku nevstřelil. Zúčastnil se turnaje ve Spojených arabských emirátech UAE International Cup.